# فرودگاه کوشیرو
فرودگاه کوشیرو (به انگلیسی: Kushiro Airport) یک فرودگاه همگانی با کد یاتا KUH است که یک باند فرود آسفالت بتن دارد و طول باند آن ۲۵۰۰ متر است. این فرودگاه در شهر کوشیرو، هوکایدو کشور ژاپن قرار دارد .

## شرکت‌های هواپیمایی و مقصدهای پروازی
| شرکت‌های هواپیمایی       | مقصدهای پروازی            |
| ----------------------- | ------------------------- |
| ایر دو                  | هانه‌دا                    |
| آل نیپون ایرویز         | هانه‌دا فصلی: اوساکا       |
| ANA اجرا توسط ANA Wings | نیو چیتوز                 |
| هوکایدو ایر سیستم       | اوکاداما                  |
| خطوط هوایی ژاپن         | هانه‌دا فصلی: چوبو سنترایر |

International charter flights to Kushiro began in 2000 and have operated from کره جنوبی، تایوان and هنگ کنگ.